# Вебер, Альфред
А́льфред Ве́бер (нем. Alfred Weber; 30 июля 1868, Эрфурт — 2 мая 1958, Гейдельберг) — немецкий экономист, социолог и педагог. Второй сын Макса Вебера старшего (1836 — 1897) и Элены Вебер (1844 — 1919), урождённой Фалленштайн. Младший брат всемирно известного социолога, историка и экономиста Макса Вебера.

## Биография

### Детство и юность
Детство и юность Вебера прошли в пригороде Берлина Шарлоттенбурге, куда семья Веберов переехала в 1869. После получения аттестата зрелости в 1888 он изучает сначала историю искусства и археологию в Бонне, затем в 1889 право в Тюбингене и в 1890—1892 — право и национальную экономию в Берлине.
В 1895 под руководством представителя исторической школы в национальной экономии Густава Шмоллера защищает докторскую диссертацию. В 1899 становится полным доктором (Habilitation) государственных наук и национальной экономии и получает должность приват-доцента.

### Профессиональная деятельность
С 1904 по 1907 занимает место ординарного профессора национальной экономии в немецком Карловом университете в Праге. Здесь он устанавливает дружеские отношения с социологом и впоследствии первым государственным президентом Чехословакии Томашем Масариком. Среди пражских учеников Вебера — будущий писатель Франц Кафка, который под его руководством защитил докторскую диссертацию. Большое влияние на художественное творчество Кафки оказало эссе Вебера «Чиновник» (1910).
В пражский период творчества, модифицируя для промышленного производства модель размещения зон разной активности сельского хозяйства Иоганна фон Тюнена, Вебер строит теорию размещения промышленности. Согласно этой теории, промышленное предприятие стремится занять наиболее выгодное место по отношению к источникам сырья и рынку рабочей силы, обеспечивающее наименьшие издержки для предпринимателей. Теория Вебера стала частью экономической географии и принесла ему международную известность. Вебер планировал выпустить вторую часть своего труда на эту тему, но она так и не увидела свет.
В 1907 году Вебер принимает предложение занять должность профессора национальной экономии в Гейдельбергском университете. Здесь он занимается исследованиями и преподаёт до конца жизни (с перерывами во время Первой мировой войны в 1914—1918 и нацистского режима в 1933—1945). В 1908—1933 — ординарный профессор национальной экономии и финансовых наук (с 1926 — также социологии). В 1945—1953 — ординарный профессор социологии.
В этот период под непосредственным влиянием М. Вебера и идей представителей философии жизни (Ницше, Бергсон, Шпенглер, Дильтей, Зиммель) интересы Вебера перемещаются в область социологии. Подобно Шпенглеру, Вебер пытается создать науку об «историческом мире», позволяющую его современникам сориентироваться относительно своего настоящего и будущего. Но, в отличие от Шпенглера, он исходит из убеждения, что ею должна стать не философия, а социология истории. В начале 1920-х годов Вебер формулирует программу создания социологии истории и культуры и на протяжении последующих почти сорока лет реализует её в своих многочисленных работах. По сути дела, социология истории и культуры стала своеобразным синтезом философии жизни, национально-экономического анализа, истории культуры и политики.
В период Веймарской республики возглавляемый Вебером Институт социальных и государственных наук (INSOSTA) Гейдельбергского университета становится одним из ведущих центров социополитических исследований в Германии. 13 ноября 1948 он получает наименование «Институт социальных и государственных наук Альфреда Вебера». В настоящее время он называется «Институт экономических наук Альфреда Вебера» и входит в состав экономического факультета Гейдельбергского университета. 16 февраля 1962 в помещении Института состоялось торжественное открытие бронзового бюста Вебера, выполненного скульптором Эдуардом Хоббингом. В 1983 в Гейдельберге было основано «Общество Альфреда Вебера» (Alfred-Weber-Gesellschaft e. V.).

### Политическая деятельность
В 1918 вместе с публицистом Теодором Вольффом Вебер основывает леволиберальную Немецкую демократическую партию.
В 1933 Вебер совершает неожиданный и мужественный поступок — в знак протеста против победы нацистов на выборах снимает нацистский флаг со здания возглавляемого им института Гейдельбергского университета . После этого добровольно уходит в отставку и до конца Второй мировой войны находится в положении «внутреннего эмигранта». В 1935 в Лейдене (Нидерланды) издаёт главный труд своей жизни — книгу «История культуры как социология культуры». С 1940 поддерживает контакт с движением интеллектуального сопротивления нацизму — кружком Крейзау. В 1943—1944 на квартире Вебера в Гейдельберге проходят конспиративные встречи членов кружка, где обсуждаются планы противостояния режиму Гитлера, а также проблемы политического будущего Германии. С 1945 Вебер — советник администрации американской оккупационной зоны и член Социал-демократической партии Германии, руководитель её гейдельбергского отделения. С 1945 совместно с некоторыми другими выдающимися учёными и писателями (в их числе — Карл Ясперс) издаёт журнал «Изменение» («Die Wandlung»; последний номер вышел в 1949) и активно участвует в восстановлении работы Гейдельбергского университета на либеральных началах. В ноябре 1946 вместе с Дольфом Штернбергером создаёт «Гейдельбергскую группу действий за демократию и свободный социализм».
В 1954 в качестве кандидата от Коммунистической партии Германии выдвигается на пост Федерального президента Германии.
Вебер не был кабинетным учёным и всегда стремился к реализации своих идей в практической политической деятельности. «Мы хотим действовать», — произнёс он во время одной из речей. В своих докладах, статьях и устных выступлениях Вебер призывал к проведению социальных и демократических реформ, гуманизации мира рабочих и усилению роли парламента в политической системе.
Посвятив жизнь науке, преподаванию и практической политике, Вебер так никогда и не создал собственной семьи. Не основав и научной школы в строгом смысле этого слова, он тем не менее оказал глубокое влияние на своих многочисленных учеников, среди которых в разные годы были Карл Мангейм, Норберт Элиас, Эрих Фромм и другие.

## Альфред Вебер как экономист
Занимался преимущественно проблемами истории и социологии культуры, вопросами размещения промышленности. Определяющим для размещения (штандорта) промышленных предприятий при капитализме считал стремление к наименьшим издержкам на транспорт, в пункты с наиболее дешевой рабочей силой, в центры скопления других предприятий.
В 1909 году была опубликована работа Вебера «Чистая теория размещения промышленности», представляющая собой развитие штандортных теорий размещения производства Иоганна фон Тюнена и Вильгельма Лаунхардта. Рассматривая размещение единичного предприятия по отношению к основным факторам производства с целью минимизации издержек, Вебер вводит понятие изодапан — линий равных издержек отклонения от оптимального положения предприятия. В качестве влияющих на размещение факторов Вебер рассматривал рабочую силу, стоимость сырья и топливных ресурсов и транспортные затраты на их перемещение друг к другу. Модель Вебера оставалась основной в теории размещения промышленности до середины 1930-х, когда была подвергнута критике Августом Лёшем и рядом американских экономистов и географов.

## Предмет и метод культурсоциологического познания
По мнению Вебера, жизнь означает «движение, течение, преобразование», а все живые образования ведают «свой неумолимый, постоянно продолжающийся, изменчивый ход событий, имеют собственную историю». Однако каким бы необыкновенным, многообразным и даже подобным чуду ни представлялся человеческому уму сам ход всеобщего исторического движения с древнейших времён и до наших дней, всё же он есть нечто большее нежели «узор инкрустации», то есть случайное стечение обстоятельств.
Вебер подвергает критике традиционный философско-исторический подход к действительности, в рамках которого выявление единства всех исторических событий достигается путём мысленного охвата всемирной истории во всех её частях «как эволюционного раскрытия некоего принципа, его постепенную реализацию в мировом процессе развития». Идёт ли речь об истории как осуществлении Божественной идеи в природном мире (Августин Блаженный), прогрессе в осознании свободы (Гегель), высвобождении человеческого мышления из традиционных религиозных и метафизических форм (Сен-Симон и позитивисты), поступательном развитии производительных сил человека (исторический материализм), неизбежно все отдельные факты истории, соотнесённые с единственной причиной или единственной целью, «всегда нанизываются друг за другом на единую нить мышления и ставятся в крайне незамысловатую внутреннюю связь». При таком способе рассмотрения, основанном на вере в интеллектуальную «прозрачность» бытия, конечно, в определённой степени, достигается целостное видение истории, но в ущерб отдельным, конкретным историческим фактам. Здесь единичным явлениям угрожает опасность утратить самостоятельное значение и «уступить» его познаваемому «смыслу» целого. Такое мировоззрение воспринимает абсолютную сущность без какой бы то ни было отстранённости, непосредственно как нечто, всецело поддающееся понятийному выражению".
В рамках традиционной философии истории единичные исторические явления ущемляются неким, причём рационально выраженным, смыслом целого, то есть лишаются своей неповторимости и индивидуальности. При непредвзятом и внимательном взгляде на историю мы совершенно ясно чувствуем самоценность и уникальность исторических явлений, бессознательно ощущаем их как выражение некоего потока, назначения и цели которого, мы, впрочем, так никогда и не сможем полностью понять.
Непосредственное восприятие истории как вечного течения и движения оказалось утраченным и в академической социологии. Отказавшись от попытки всестороннего осмысления и анализа потока исторического бытия, социологи предались исключительно задачам систематизации и каталогизации. Занятая подобными проблемами академическая наука оказалась не в состоянии дать ответ на насущный вопрос: «Какое место мы занимаем сегодня в потоке истории?». Сегодня в изменившихся и претерпевающих очень быстрое изменение исторических процессах уже невозможно ориентироваться в потоке истории ни чисто инстинктивно, как это было возможно в прежние времена, ни с помощью умозрительных теоретических построений, как это предлагала делать философия истории. Но все люди испытывают потребность «в таком ориентировании, чтобы действовать в общекультурной, политической и, возможно, даже совершенно приватной сфере».
В качестве альтернативы как спекулятивному философско-историческому, так и позитивистскому академическому подходу Вебер выдвигает собственное «динамическое» рассмотрение жизни и культуры. Оно должно способствовать тому, чтобы мы постигали все вещи по образу мира идей Платона в их неповторимой красоте и чистоте, с одной стороны, и при этом всё же ощущали, что они произрастают из самой жизни, — с другой. Оно должно «вознести перед нами Давида Микеланджело в его несравненной нежности, глубине и мощи, поставить его выше всех прочих подобных творений эпохи, — столь высоко, как ныне стоит над городом на площади Микеланджело его изображение, — и в то же время вполне отчётливо дать ощутить жизненные корни, питавшие в том числе и его рост». Иными словами, «ему надлежит воспринимать великое в его уникальности и при этом уметь поместить его в систему взаимосвязей жизни».
Новое научное направление Вебера предлагает именовать двояко — либо социологией истории, либо социологией культуры, сознавая при этом, что оно «включает в себя вопросы, поставленные прежней философией истории, только пытается решить их несколько иными, заимствованными, скорее, из позитивистской методологии, средствами, и в силу этого — коль скоро этому нет пока более подходящего названия, — делается в некотором роде социологией». Новая экзистенциальная социология своими скромными силами должна способствовать решению самых насущных вопросов жизни. При этом исследование и постижение «сознательно становятся на службу тому, в чём испытывает недостаток духовная жизнь, и в запутанном и непрозрачном окружающем мире пытаются помочь ориентироваться в самых обыденных „насущных вопросах“, имеющих, однако, несколько более глубокий характер». Если такая наука будет создана, то тогда, используя обретённые с её помощью средства, мы сможем «подняться в духовном отношении, как на крыльях, над этим потоком истории, наблюдать его от самых его истоков и во всех его проявлениях, осознать, какие силы в нём действуют, от каких условий он всякий раз зависел, продолжает зависеть и каким образом он на них реагирует».
Новому направлению социологии должно соответствовать стремление установить жизненные взаимосвязи в рамках исторической целостности и выяснить их всеобщий результат. «Мы сознательно придерживаемся идеи, — пишет Вебер, — что переживаемый нами образ есть то последнее, что доступно восприятию; что человеческое познание неизменно определяется явлением и подчинено ему. Путь истолкования может лишь эмпирически и интуитивно идти от явлений очевидных, лежащих на поверхности, к явлениям глубинным, от результирующих феноменов к первичным, от сложного образа к более простому. Это путь, каким следовал Гёте, изучая природу; мы ступили на него ради постижения истории». См. Гётеанство
Как и для Шпенглера, для Вебера методы исторического познания подобны методам художественного мышления и являются полной противоположностью методам физики и математики. Насущные задачи социологии культуры «аналогичны тем, какие в своё время ставил перед собою Гёте в отношении образов природы. Она стремится разрушить ограничения, которые содержит в себе система Линнея, рамки только фактического и как бы разложенного по отдельным отсекам бытия бесконечного мира исторических явлений, уловить то неизъяснимое соединяющее начало, из которого он произрастает в его многоликости, проникнуть взглядом его субстанцию, покуда она находится в некотором роде в жидком состоянии и тем самым обнаруживает свои взаимосвязи, на этой основе уяснить условия, определяющие различные способы её кристаллизации, и в итоге получить в свои руки ключ к многообразию мира явлений, к формам его движения, периодам его расцвета и упадка». Подобно тому, как Гёте наблюдал развитие органического мира — строение и усложнение органических тел, происхождение геологических наслоений — так Шпенглер и вслед за ним Вебер приступают к рассмотрению живых форм истории.
Вебер находит в науках об органическом метод научного изучения, который оказывается применимым и для познания исторической действительности. Он полагает, что морфология истории (или морфология культуры) должна содержать учение о форме, об образовании и преобразовании исторических тел (Вебер называет их именно «телами», как бы стремясь подчеркнуть единство своего подхода с науками биологического цикла). Идея морфологии понимается при этом как непрерывно меняющееся внутреннее динамическое содержание, то есть как процесс постоянного видоизменения и взаимоперехода конкретных «исторических тел». Вебер является сторонником идеи метаморфоза, только применительно к миру истории, а не к органическому миру, как это было у Гёте. Выделение трёх сфер исторического процесса — общественного процесса, процесса цивилизации и движения культуры — как раз и является установлением структуры каждого конкретного «исторического тела», выделением того, что остаётся неизменным во всех своих модификациях.
Мысля не столько аналитически, сколько синтетически, Вебер ярко и зримо ощущает единство истории как в целом, так и в отдельных её проявлениях. Это — вечно изменчивое, вечно подвижное, в частностях неустойчивое равновесие. Внимание Вебера приковано к историческим феноменам в их возникновении и становлении, в их противоречивости, а не в завершённом и неподвижном виде.
Будучи противником «разорванного» способа рассмотрения истории, Вебер подчёркивает необходимость принципиально иного подхода — «представить её живой и в действии, идя от целого к частям». Его метод состоит в описании исторических явлений не как единичных, изолированных, не зависимых друг от друга, расчленённых рационализированной мыслью «фактов», а как становящихся, находящихся в процессе возникновения целостных феноменов. Вебер стремится нащупать закономерности, позволяющие овладеть единичными явлениями, изучая историю во всём охвате её проявлений и деятельности. Поэтому исторические и культурные явления обретают в его концепции характеристику не столько понятия, сколько цельного пластического образа. При этом используется также восходящий к методологии Гёте метод предметного созерцания. Познание представляет собой при этом не что иное, как процесс последовательного очищения полученного в результате созерцания образа.
Вебер не разрывает историю на сферы «внешних» явлений и их «внутреннего» скрытого смысла и не отрывает сущность от явления. «Внутреннее» в истории не есть нечто логическое, абстрактное, «бытие вообще», которое можно относительно просто выставить за «пределы мира», скорее это — живое и конкретное созерцаемое присутствие. Как и природа для Гёте, история для Вебера — это открытость тайны, не просто видимость сокрытого, но прозрачность сокровенного, открытая и открывающаяся лишь любящему взгляду.
Подчёркивая роль предметного созерцания в историческом познании, Вебер призывает напряжённо вглядываться в явления, давая им возможность самим обнаружить себя. Таким образом, теория социального познания Вебера состоит в требовании видения пластичной цельности исторического явления. Социолог истории и культуры в конце своего долгого пути исследования должен прийти не к отвлечённым и дискурсивным выводам, но к созерцанию объекта в его законченной ясности.

## Внутренняя структура истории. Три сферы исторического процесса
В рамках своего культуросоциологического построения Вебер стремился, с одной стороны, ответить на вызов, брошенный традиционно-прогрессистскому пониманию истории Шпенглером, с другой — избежать его циклизма, состоящего в отрицании единства всемирной истории. Противостояние между линейностью и циклизмом преодолевается благодаря выделению в историческом процессе сферы цивилизации с присущим ей механизмом преемственности научно-технического прогресса и сферы культуры с её особым миром символов и смыслов исторического бытия.
Выделяя в историческом процессе три относительно самостоятельные сферы — общественный процесс (Gesellschaftsprozess), процесс цивилизации (Zivilisationsprozess) и движение культуры (Kulturbewegung) — Вебер отмечает, что в известной степени разделение между ними условно, поскольку в реальности они сплетены между собой каждый раз в уникальном сочетании, соединены друг с другом незримыми нитями и могут рассматриваться по отдельности друг от друга лишь в абстракции.
Сфера общественного процесса представляет собой своего рода социологическую реконструкцию исторического процесса. Она образуется самим социологом, когда тот «группирует в новую, адекватную его рассмотрению форму представления данный ему историком конкретно-индивидуализированный материал „материального“ развития различных исторических сфер». Социальный процесс — это сфера хозяйства, социальных отношений, политики и государства, в которых выражаются стремления и волевые силы человека. Экономические факторы здесь не отделяются от географических и биологических.
Общественный процесс исторических тел проходит различные стадии, следуя от простых к более сложным формам «жизненного синтеза». В ходе этого развития он «претерпевает полные перегруппировки общества, расширение и сужение своего горизонта, окостенение и распад общественных форм». И хотя процесс развития, протекающий внутри каждого «исторического тела», носит индивидуальный характер, в то же время, в нём можно обнаружить и некоторые общие черты. Так, вначале возникают примитивные начальные формы, затем им на смену приходят более развитые «родовые» формы, и, наконец, появляются типичные заключительные формы.
Социологи и социальные мыслители привыкли видеть в историческом теле две обширные области: с одной стороны, область основанного прежде всего «на природных влечениях и волениях» материального общественного процесса, с другой — духовно-культурную сферу. Однако более внимательное рассмотрение позволяет обнаружить, что внутри собственно духовно-культурной сферы существует ещё так называемая «духовно-промежуточная область», пребывающая «в значительно более тесной и отчётливо познаваемой связи» с образом и течением общественного процесса, нежели явления культуры, возникновение религии, системы идей, периоды искусства и т. д. Духовно-культурная сфера, традиционно понимаемая как нечто единое, в действительности включает в себя две принципиально отличающиеся друг от друга сферы исторического развития.
Второй сферой исторического процесса является процесс цивилизации.
Для всех больших исторических тел (китайского, индийского, античного, западного и т. д.) характерно неуклонное развитие сознания, подчиняющееся практически одному и тому же закону. Сознание развивается от примитивных стадий, близких сегодняшним первобытным и полукультурным народам, через преодоление тотемных, а затем и мифических представлений ко всё большему рефлексированию бытия и построению рационализированной системы понимания мира. При этом интеллектуальную «проработку» проходят не только внешние переживания человека, но и его собственное Я — эмоции, влечения и интеллектуальные представления. Развитие индивидуального сознания приводит, в свою очередь, на общественном уровне к интеллектуальному формированию «практически-полезного научного космоса, опыта и знания жизни», который, материализуясь и конкретизируясь, трансформируется из практической системы знания в нечто совершенно реальное.
Через все исторические тела неизбежно и неуклонно проходит процесс рационализации, обладающий собственными законами развития и условиями стагнации. Этот процесс представляет собой нечто совсем иное, чем процесс возникновения религий, систем идей, художественных произведений и культур. Процесс интеллектуализации и рационализации складывается из трёх частей: 1) «внутреннего интеллектуального освещения» (то есть образования интеллектуально сформированного образа мира и Я), 2) «интеллектуального формирования знания» (то есть космоса практически интеллектуального знания) и 3) «интеллектуализированного внешнего опосредующего аппарата» (то есть космоса интеллектуально сформированного опосредующего аппарата господства над существованием). Несмотря на то, что в различных исторических телах процесс цивилизации может достигать различного уровня и придавать создаваемому им образу мира существенно отличающиеся друг от друга формы выражения, всё же он шаг за шагом строит в каждом историческом теле космос познания. Его образование, приведённое в движение в одном направлении, идёт логически закономерно дальше, подобно тому, как строительство здания подчинено законам некоей имманентной каузальности.
Всё, что выявляется в процессе развития цивилизации, всегда не «создаётся», а «открывается», то есть в известном смысле предсуществует и по мере развития этого космоса познания лишь втягивается в сферу сознательного человеческого существования. Сказанное относится как к знанию в его теоретическом и практическом аспектах, так и к техническому аппарату существования. «Законы евклидовой геометрии „существовали“, прежде чем они были открыты, — иначе ведь они и не могли бы быть открыты; также и коперниканские формулы движения мира, и a priori Канта, поскольку все они „правильно“ открыты и формулированы. Совершенно так же — паровая машина, телефон, телеграф, топор, лопата, бумажные деньги и вообще все имеющиеся средства, методы и принципы господства над природой и существованием; всё это — „предметы“ практически интеллектуального космоса нашего существования; всё, чем мы уже обладаем, и всё, что мы ещё обретём, в своей сущности имеется, „предсуществует“, прежде чем нам удаётся ввести его в сознательную сферу нашего существования и заставить нам служить».
В силу своей общезначимости и универсальности предметы мира цивилизации, как только они открываются в каком-либо историческом теле и вводятся в сознательное существование, посредством волнового движения распространяются по всему миру и находят применение во всех других исторических телах и, таким образом, становятся общечеловеческим достоянием (естественно, при условии, что общественный процесс в этих телах уже достиг достаточно высокого уровня, а психическое просветление сознания настолько развито, что способно «увидеть» их).
На основании того факта, что феноменология реализации и развития космоса цивилизации в принципе едина для различных исторических тел, Вебер делает вывод о том, что по развитию своей цивилизации они полностью соотнесены друг с другом и как будто по установленному плану работают над выявлением чего-то единого.
«При таком рассмотрении весь исторический процесс во всех своих частях является, собственно говоря, только процессом единого выявления космоса цивилизации человечества, которое происходит со своеобразными связанными с судьбой различных исторических тел перерывами, этапами и разломами. Древняя переднеазиатско-египетская, античная, арабская, сегодняшняя западноевропейская историческая сфера и находящаяся в более слабой связи с ними китайская и индийская, — все они, сколь они ни отличаются друг от друга по своему историческому процессу, своему общественному развитию и движению их культуры, являются в таком рассмотрении только членами, в известном смысле только вспомогательными факторами замкнутого, проходящего через всю историю в логическом строении ступеней выявления космоса цивилизации, сегодня общего для всего человечества».
Для развития цивилизации в принципе неважно, если однажды возникшие определённые знания и сделанные открытия вследствие исторических случайностей оказываются утраченными. Так, к примеру, знание коперниканского образа мира уже было известно в греко-римской древности, затем как бы дремало в ходе истории, и было вновь самостоятельно открыто Западом лишь в XVI веке. Подобно этому не имеет большого значения, если какие-либо средства технической цивилизации остаются невостребованными до тех пор, пока они не открываются вновь в другом месте и в другое время и внезапно приобретают огромное значение и универсальное практическое применение. И, наконец, для сущности процесса цивилизации неважно, что его основа, развитие сознания в различных исторических телах на начальной стадии их «истории» «каждый раз отбрасывается назад и должно в известной степени начаться сначала, в какой-либо сравнительно примитивной по уровню своего развития части света».
Возникновение космоса цивилизации связано с необходимостью борьбы человеческого рода за своё выживание, а общеобязательность достижений цивилизации для всего человечества связана с примерно сходными условиями существования людей во всех частях земного шара. "Так как борьба за существование в своих основных элементах по своей природе одинакова для всех людей, где бы они ни жили, то само собой разумеется, что и эти категории созерцания, внутренний духовный инструментарий этой борьбы, для всех одинаков и что выявленный им «образ», космос цивилизации, должен быть общим для всех, то есть обладать общезначимостью и необходимостью. Тем самым его кажущееся удивительным предсуществование теряет свою странность: оно — следствие повсюду аналогично разработанных основополагающих категорий созерцания. А он сам не что иное, как медленно построенный и освещённый ими, ими и посредством них созданная «картина мира».
Процесс цивилизации — самое действенное средство человечества в борьбе за существование. Благодаря интеллектуализации своих переживаний, человечество расширяет свои естественные способности и достигает господства над природой. Космос цивилизации есть не что иное как «целесообразная и полезная промежуточная область», конкретизация мира понятий и представлений, которая создана как будто для того, «чтобы, осветив интеллектуально природу, мир и Я, господствовать над ними духовно, а затем и практически». Его пределы определяются границами, в которых действуют целесообразность и полезность.
Таким образом, сущностью процесса цивилизации является область «целесообразно и полезно освещённого и целесообразно и полезно сформированного существования».
Совершенным антиподом сферы цивилизации является движение культуры. Её развитие не имеет с целесообразностью и полезностью ничего общего.
То, что воздействует на существование в религиях и системах идей, отражается в художественных произведениях и образах, проистекает из душевности — из области совершенно иных категорий и созерцаний. Культура — это выражение, «воление» души, которая совершенно не интересуется целесообразностью и полезностью, но стремится к такому проникновению в материал жизни, которое могло бы дать некоторое отображение её самой и посредством этого отображения помогло бы душе достигнуть «освобождения». Поэтому культура есть стремление различных исторических тел к освобождению, её попытка обрести выражение, образ, форму своей сущности.
Если общественный процесс даёт материальную основу для развития различных исторических тел, а процесс цивилизации предоставляет ему технические средства для построения той или иной полезной формы существования, то для движения культуры всё это — лишь субстанция, материал, подлежащий душевной переработке для придания ему соответствующей формы. Поэтому возможно определение культуры как «формы выражения и спасения душевного в материально и духовно данной субстанции бытия».
Культурная сфера не создаёт космоса общезначимых и необходимых предметов. Она прочно «впаяна» в то историческое тело, в котором возникает, и потому небезразлична к нюансам его функционирования и деталям его строения. Если процесс цивилизации создаёт «новые внешние жизненные синтезы в согласованности с естественными силами общественного процесса», то периоды продуктивности культуры — это «всегда результат нового синтеза элементов жизни».
В противоположность сфере цивилизации культура — не объективный космос, но душевная рядоположность символов. Подобным самостоятельным миром символов, обладающим собственным «руническим письмом», являются все великие «миры культуры» — китайский, индийский, египетский, вавилонский, античный, арабский, западноевропейский и др. Каждая историческая попытка распространения определённых содержаний одной культуры на другие культуры всегда приводит к возникновению совершенно иных, непохожих на исходные, культурных феноменов. «Совершенно невозможно перенести индийскую метафизику в её подлинном выражении, её веру в перевоплощение душ и её стремление освободиться от индивидуальной сущности в западное или какое-нибудь другое историческое тело… Все эманации культуры, религии, системы идей, художественные произведения, в полной противоположности открытиям цивилизации замкнуты по содержанию своей истины в исторические тела и во время, в которое они возникли. Перенесение их в другие исторические тела и другое время, всегда только перенесение их выражения и ценности душевного освобождения, перенесение ценности, которая ведёт к так называемым „распространениям“. Однако оно не имеет ничего общего с логически-каузальным распространением открытых частей универсального космоса цивилизации».
Эволюционистская социология всегда имела склонность идентифицировать смысл истории либо с цивилизацией, либо с социальным прогрессом, игнорируя тем самым собственно культурную сторону исторической жизни. В действительности же культура представляет собой «внутреннюю душевно-духовную структуру исторического тела», специфическим образом выражающую «жизненную субстанцию» последнего. Культура — «душа» исторического тела, формирующая и одухотворяющая «материю» цивилизационных и социальных процессов, протекающих в нём. «Душевно-духовное» автономно относительно «объективных» сфер жизни исторического тела. Оно способно оценивающе относиться к последним, принимать или отвергать их, приближаться к ним или дистанцироваться от них.
Итогом культурного оформления бытия всегда, даже в случае интенсивного диалога с традицией, выступает нечто новое. Культурный процесс столь же необратим и уникален, как необратимы и уникальны цивилизация и история социальной организации. И в то же время, фазы культурного движения не находятся, подобно фазам процесса цивилизации, в отношении взаимоследования и взаимопреемственности. «Все эманации культуры — всегда „творения“. Они несут на себе знак каждого творения, имеют характер „исключительности“ и „однократности“, в отличие от всего, выявляемого процессом цивилизации, которое всегда носит характер „открытий“ и тем самым общезначимости и необходимости, выявления чего-то уже имеющегося». Всё культурное — спонтанно и непредсказуемо. Можно проследить тенденции развития процесса цивилизации. Можно нечто предвидеть относительно будущих форм социальной структуры. Однако нельзя научно предвидеть ни саму эту культурную продуктивность, ни конкретные виды культурного оформления бытия.
В соответствии с принципом имманентности, который, по мнению Вебера, единственно приложим к сфере культуры, искусство, литература, музыка, религия и философия являются автономными сферами истории, движение которых история культуры старается объяснить из них самих.
Принципиально важным является вопрос о специфике взаимосвязи между всеобщими формами технологической и социальной эволюции и идеями, духовными течениями, формами художественного созерцания, религиозными верованиями, иначе говоря, между социально-телесной и духовной сторонами исторического процесса. Движение культуры как бы следует за социально-телесной и цивилизационной сторонами исторического процесса, стремясь «душевно овладеть» возникшим в данное время историческим содержанием. Однако при этом имеет место не только прямое воздействие общественного процесса и процесса цивилизации на культуру, но и обратное воздействие культуры на материальный и цивилизационный синтез жизненных элементов.
Познание уникальности тех или иных исторических явлений, рассматриваемых каждый раз как неповторимое сочетание социальных, цивилизационных и культурных связей, становится методологически возможным за счёт введения понятия констелляции. Последняя представляет собой уникальное сочетание трёх факторов исторического процесса в рамках ограниченного «пространства-времени» (впоследствии М. М. Бахтин назовёт его «хронотопом»).
Понятию констелляции, истоки которого восходят к неокантианской мыслительной традиции и, в частности, к Риккерту, Вебер придал несколько иное содержание. Если Риккерт, а также находившийся под его влиянием М. Вебер делали акцент на неповторимой «индивидуальности» каждого исторического образования, то Вебер указал на его «телесность», то есть на онтологическое содержание самобытного исторического факта, существующего самостоятельно и независимо от неокантианской гносеологической процедуры «отнесения к ценности».
Таким образом, по Веберу, историческое развитие не может быть представлено в виде некоего универсально-рационального процесса. История — это не процесс развития обществ по единым законам от «низшего» к «высшему», а скорее — процесс сосуществования и взаимного следования «исторических тел» (цивилизаций, государств, этносов), имеющих свои собственные социальные «одежды» (формы социальной организации) и свои «души» (культурные ценности, воплощённые в их философских и художественных достижениях, религиях, нравах и т. д.).
Поскольку между сферами общественного процесса, цивилизации и культуры не существует однозначной жёсткой связи и в каждом историческом теле сочетание этих факторов в принципе уникально, то задача социологии культуры заключается не в предвидении (прогнозировании) динамики культурного процесса (которое, в сущности, и не представляется возможным), а в уяснении «внутренней структуры» эмпирически наблюдаемых явлений истории.
«Задача социологического исследования, — пишет Вебер, — выявить типы таким образом сломленного или замкнутого чувства жизни и их стремление выразить себя в различных формах и условиях, установить их связь с материально или духовно созданным новым синтезом жизненных элементов и объяснить, исходя из этого, не только большие периоды продуктивности культуры, её повторение и её сущность и положение в ней великих людей, но и выход на первый план различных сторон выражения культуры, последовательность и смену её формальных принципов, объяснить или, выражая это более осторожно и скромно, истолковать всё это».
Таким образом, задача социологии культуры формулируется в виде рассмотрения трёх пластов общего исторического процесса «в их собственной динамике и в контексте той или иной исторической ситуации, а также в определении характера их взаимосвязей друг с другом». Поэтому каждый из традиционных подходов к социальному познанию — как каузальный, так и имманентный — полагается не универсальным, всеобъемлющим, а инструментальным, то есть имеющим свои границы. Каузальный подход, представленный в эволюционистской философии истории и социологии, демонстрирует свою плодотворность при исследовании процессов социализации и цивилизации человечества, имманентный же подход — при исследовании в области истории культуры (искусство, литература, музыка, религия, философия). Если для предметов процесса цивилизации с его общезначимостью и необходимостью, можно использовать «интеллектуальные» понятия и представления, то к предметам культуры в их исключительности и неповторимости следует подходить только с помощью «исторического» образования понятий, с понятиями и представлениями «неповторимой сущности».

## Внешняя структура истории
Учение Вебера о внешней структуре истории основывается на исторически меняющемся взаимоотношении «человек — Земля». Именно это взаимоотношение и создаёт конкретное взаимопроникновение внешнего и внутреннего образа истории и придаёт ей «великую, замкнутую в себе периодизацию». Вебер считает, что к середине XX века внутренняя структура истории вступила в столь разительное противоречие с её внешней структурой и поэтому нам «надлежит проститься с предшествующей историей».
С тех пор как человечество стало историческим, оно прошло три этапа, совершенно различных по таким характеристикам как взаимоотношение между человеком и Землёй, тенденции социальной структуры и политики, процесс прояснения сознания, мысленное и техническое постижение существования. Эти периоды различаются как по своей длительности, так по географическому распространению и общему характеру исторического процесса.
В первый, «почти статичный» период (примерно от 4000 г. до н. э. до 1500—1600 г. н. э.) внутренне и внешне связанная история географически ограничивалась Евразией. Этот период характеризуется процессом постоянных переселений народов, которые движутся от северных равнин Евразии через её огромную зону горных хребтов и высокогорных долин к плодородным областям Средиземноморья и доходят до долины Хуанхэ. Последствиями переселений народов были, во-первых, создание на территории Евразии областей древней высокой культуры, а, во-вторых, оплодотворение переселенцами высоких культур Индии, Китая, а впоследствии и Японии, существовавших к востоку от Гиндукуша. В это время на Западе возникают новые высокие культуры (сначала Вавилон, Египет, Крит, Троя — Вебер именует их «первичными культурами»), затем с 1200 г. до н. э. — так называемые «вторичные культуры первой ступени» — персидская, иудейская, греческая, римская и далее с 600 до 800 г. н. э. — «вторичные культуры второй ступени» — страны ислама, Россия и Западная Европа.
Первый исторический период разделяется на два субпериода, обладающих различными «душевно-духовными позициями». Первый из них — так называемый хтонический субпериод — датируется приблизительно 4000—1200 г. до н. э., второй продолжался с 1200 г. до н. э. до 1500—1600 гг.
В первый субпериод душевная позиция народов, занятых сельским хозяйством, настолько «пробивается» через слой скотоводов, что в значительной степени магически фиксирует социальную структуру и общее существование исторических образований. Во второй субпериод вторгшиеся кочевники, сохраняя душевно полностью или частично свои хтонические взгляды, во всех больших исторических телах приступают к рассмотрению вопроса о смысле существования. В результате повсюду возникают существующие ещё поныне трансцендентальные универсальные религии, философии или жизненные установки. Это даосизм и конфуцианство в Китае, брахманизм и буддизм в Индии, зороастризм в Малой Азии, пророческий иудаизм в Израиле и трагическое и философское толкование бытия в Древней Греции. На этом этапе к западу от Гиндукуша распространяются западное и восточное христианство и ислам. Если в первый субпериод преобладает магическое осмысление бытия, то во второй мифологическое и интеллектуальное постижение бытия уже сосуществуют друг с другом.
Во второй субпериод вследствие набегов кочевых народов государственные образования на Востоке и на Западе стали развиваться принципиально различным образом. На Востоке, в Индии и Китае они были преобразованы в «подлинные крупные организации», которые хотя иногда и стремились к экспансии, но в целом оставались покоящимися в себе. В то же время к западу от Гиндукуша с приходом кочевых племён возникает «история» в современном смысле слова, понимаемая как «обособление государств, империй и сфер культуры, которые в чуждом друг другу бытии сменяли друг друга посредством захватов, подчинений и разрушений». На протяжении трёх тысячелетий, с 1200 г. до н. э. примерно до начала XIX века, находясь в постоянном соперничестве и в то же время занимаясь обменом и оказывая плодотворное влияние друг на друга, государства западного мира стремились к установлению всеохватывающих империй.
До конца первой эпохи для неё остаётся характерным приспособление к природе, которую оставляли такой, какова она есть, господствуя над ней только при помощи ручных орудий и приручения животных. Всё это время развитие технических средств цивилизации характеризуется состоянием стагнации. Завершается первый период истории около 1500—1600 гг., в эпоху Реформации.
Во второй период истории (1500—1600 — начало 1900-х гг.) в недрах западноевропейской цивилизации происходит кардинальное изменение взаимоотношения между человеком и Землёй, когда вместо приспособления к Земле и миру или ухода от мира утверждается тенденция господства над ними. Этот период также разделяется на два субпериода: «время освоения, объединения Земли» и «время насыщения», когда «все условия начинают противодействовать продолжению проводившихся до той поры тенденций открытия».
«Время освоения» включает в себя возникновение современной эмпирической науки, развитие которой уже к 1760 г. приводит к стремительному перевороту в технике. В социально-структурном и политическом отношении речь идёт о развитии современного капитализма, который поддерживается возникшим после 1500 г. «рационализированным, современным, свободным от всяких оков, обладающим полной властью государством».
Развитие техники приводит к империалистическому и торговому господству над вновь открытыми областями и в рамках уже мировой экономики набрасывает на всю Землю сеть товарного обмена. В это время вследствие сначала незначительной, но затем постоянно растущей эмиграции из Европы возникают и формируются новые внеевропейские западные исторические тела. В душевно-духовном, то есть в культурном смысле этот субпериод характеризуется попытками решить вопрос о смысле бытия уже не на основе магических и мифологических верований, а на основе идеи установления господства над окружающим миром. Применительно к отдельному человеку этот вопрос ставится в смысле его включения в конкретное общество.
Как следствие смены ориентации с потусторонней на посюстороннюю интерпретацию бытия в конце XVIII в. вслед за трансцендентальными религиями прошлого возникают три социальные религии. Их источником является идея Руссо о естественном существовании человека, которое, «основываясь на свободе и равенстве людей, требует для всех самоопределения». Социальные религии постепенно вытесняют трансцендентальные религии и занимают их место.
В качестве социальных религий выделяются: 1) демократический капитализм, 2) демократический социализм и 3) советский коммунизм. Первая из них, получившая преимущественное распространение в Соединённых Штатах, представляет собой религию «свободы и равенства шансов». Её особенность состоит в признании фактического неравенства между людьми в современном капитализме как допустимого. В Европе представлен преимущественно другой вид социальной религии — «религия свободного демократического социализма того или иного оттенка». Она также рассматривает свободу как высшее благо, однако для достижения необходимого равновесия между свободой и равенством индивидов считает неизбежным преобразование капитализма. Наконец, третий вид социальной религии «ставит выше всего равенство, понимаемое как социальный эгалитаризм, а свободу отдаёт для этого во власть тоталитаризма, осуществляющего этот мнимый социальный эгалитаризм средствами террора».
К началу XIX века Земля оказалась завоёванной европейскими странами, а в самой Европе в качестве носителя завоеваний складывается система саморегулирующейся взаимной уравновешенности находящихся в ней государств (система европейского равновесия). Эта система была «единственным средством установить в некоторой степени мирное сосуществование экспансивных, государственно организованных военных и экономических сил, стремящихся к господству в Европе».
После 1880 г. наступает следующий субпериод второго периода истории — «время насыщения». Насыщенный капиталистическими и государственными властными тенденциями экспансии и указанными выше социальными религиями Запад достигает практически полного господства над объединённой им Землёй. В этот период складывается «совершенно новое отношение между человеком и Землёй и наметилось совершенно новое душевно-духовное и фактическое членение сил».
Явившееся следствием ограниченности размеров Земли, насыщение обрело особый характер вследствие стремительного прогресса науки и созданной на её основе техники. Благодаря новым средствам сообщения и коммуникации, техника менее чем за полвека превратила Землю в совершенно новую, «стремительно сжимающуюся» планету. Научно обоснованный технический прогресс благодаря улучшению гигиенических условий и резкому снижению детской смертности позволил заселить «уменьшившуюся» планету числом людей, которое стало удваиваться каждые 25-30 лет. В результате «уменьшения» размеров Земли, вызванного развитием средств коммуникации, с одной стороны, и стремительным ростом населения — с другой, возникла совершенно новая, ранее неизвестная форма существования человечества. В ней «место свободно связанных друг с другом, открытых для населения исторических образований заняли коммуникативно связанные организмы, которые стали ощущать себя как насыщенные, а на юге и востоке Азии даже как перенасыщенные людьми сосуды, начинающие замыкаться друг от друга». Вся история первой половины XX в. является примером нарастающего расхождения сфер цивилизации и культуры, постоянно увеличивающегося разрыва между условиями исторического существования и сознанием человечества, которое не желает признавать наступление совершенно новой исторической эпохи и пересматривать своё отношение к окружающему миру.
Первым событием всемирного масштаба, обнаружившим, что человечество вступило в качественно новый исторический период, стала Первая мировая война. В её ходе была разрушена хрупкая, но всё же предоставлявшая некоторый покой Европе и Земле в целом, система европейского равновесия. Кроме того, обнаружилось, что привычные для прошлых эпох силовые способы осуществления политических целей перестают приносить желаемый результат. Вовлекая в процесс взаимного истребления огромные массы людей, мировая война приобретает «теллурический характер». Она оказывается самоубийственной и непредсказуемой для всех, в том числе и для её инициаторов. Последовавшая за Первой мировой войной попытка объединения государств в организацию на основе нового, более широкого равновесия, вследствие ряда обстоятельств также потерпела неудачу. Следствием этого стала Вторая мировая война.
Она настолько убедительно продемонстрировала сущность глобального вооружённого конфликта как всеобщего самоубийства, что поставила вопрос о возникновении совершенно новой, никогда ранее не существовавшей мировой организации. Общий принцип этой организации должен состоять в отказе от прежних форм соперничества властей, несущих в себе войну как продолжение мирной политики, и в замене принципа свободной конкуренции в мировой политике принципом кооперации. Прежде чем приступать к решению какой-либо проблемы сегодняшнего существования, следует исходить из того факта, что возможность новой всепоглощающей войны, угрожающей всем людям Земли, навеки изменила облик нашей планеты.
Благодаря естественнонаучным открытиям и техническим преобразованиям последнего времени сегодня мы находимся уже не на милой, привычной, обширной и предоставляющей бесконечные пространства старой Земле, а на совершенно иной планете, странным образом соединяющей былую геометрическую широту, полноту и многосторонность с полностью изменяющими человеческое существование постоянными всеобщими контактами. Сегодня стало уже привычным «узнавать о каждом акте, каждом высказывании, где бы это ни происходило, почти сразу же, как будто это происходит в том же городе, едва ли не в том же помещении»
Внимание Вебера приковывает факт разрыва между всё более обнаруживающейся глубиной нашего непонимания сущности природы и в то же время усиливающейся властью над ней. Сегодня мы знаем, что доступные нашим органам чувств звуки, краски, миры сил и теплоты, а также шкала физического и химического воздействия — всего лишь небольшой фрагмент «необозримо многих, быстро действующих в космосе факторов, в излучении которых мы пребываем и которые мы используем, фрагмент лучей, волн, квантов, полей, преобразующихся в звуки, силы, лучи света, невидимых акустических и оптических призраков, проникающих и прозревающих каждое облако, каждую стену и доводящих до нас ранее неизвестные соответствия в космосе». Материя, некогда считавшаяся «прочной», оказывается на деле недоступной в своей сущности маскировкой энергии таинственных электрических, магнитных, радиоактивных и иных сущностей, на которые распался космос. Тело мира стало в известной степени прозрачным, практически изменяемым, превратившись в нечто вроде покрова, через который сквозит имманентно в нём находящееся трансцендентное.
Вебер уделяет серьёзное внимание проблемам народонаселения и экологии, по сути дела предвосхищая концепцию «пределов роста» представителей Римского клуба и проблематику современной глобалистики. При лавинообразном росте населения Земли, предсказывает Вебер, ресурсы планеты будут так же лавинообразно истощаться. Задолго до того, как пройдут сто лет, «возгорится страстная борьба за места, богатые ресурсами, и за плодородные земли, в ходе которой целые комплексы населения, сотни миллионов, будут радикально истреблены, чтобы хоть на время предоставить победителям возможность существования». Если человечество не откажется от ставшей на протяжении истории привычной эксплуатации Земли, перспективы такой борьбы за ресурсы ждёт его уже в ближайшем будущем. То, что человечество совершало до сих пор, есть, не что иное, как «необдуманная эксплуатация сил и сокровищ Земли, означающая продолжающееся уменьшение её потенциальных возможностей по отношению к растущему числу населения». Таким образом, перспективы, возникшие из нового отношения человека и земли, создают «поистине не конструированные, а вполне реальные рамки и основу нового мирового периода, в который мы вступаем».

## Типы человека в истории
С рассмотренной выше исторической периодизацией коррелирует учение Вебера об исторически сменяющих друг друга антропологических типах. Вслед за Шелером Вебер определяет человека как существо, перед которым лежит чётко отделённый от его собственного существования предметный мир и как коррелят этого отграничения присутствует сознание собственного существования. Свободное от полной витальной зависимости и открытое миру существование означает, что человек является творческим существом, создающим условия для своей собственной жизни.
В ходе исторического развития формируются исторические типы человека, соответствующие крупным историческим эпохам. Первый тип — неандертальский человек, обитавший 200 — 35 тыс. лет назад. Это — простое агрессивное существо, занимавшееся собирательством, охотой и рыболовством и в своей повседневной жизни полностью зависимое от сил природы. Второй тип — человек, осознавший свою зависимость от природных сил и воли случая и намеренный насколько возможно от неё освободиться. Возникший около 100 тыс. лет назад, этот тип создал первые зачаточные формы экономической и социальной жизни (земледелие, охота, патриархальная социальная организация). Третий тип — человек, возникший после 4000 г. до н. э., создавший высокие культуры древности и современности, господствующий над окружающей природой и обстоятельствами собственной жизни. Применительно к европейской культуре «третий человек» — тип человека, «интегрированный в свободе и человечности», возникший в античной культуре и существующий и поныне в развитых странах Запада. Дальнейшая судьба «третьего человека» складывалась под воздействием противоборства двух факторов — постоянного нарастания осознания собственной свободы, с одной стороны, и социальных институтов, которые оказывали подавляющее и даже разрушительное влияние на отдельного индивида, — с другой. Четвёртый человек, по Веберу, есть тип человека — представителя социальной религии равенства (коммунизма). С антропологической точки зрения он представляет собой дезинтеграцию природных задатков гуманности и свободы.
Судьба человечества сегодня и завтра зависит от решения вопроса о том, останется ли Земля обителью человека, интегрированного в свободе и гуманности («третьего человека»), либо станет местом пребывания несвободных, находящихся под властью террора людей, созданного социальным фанатизмом религии мнимого социального равенства («четвёртый человек»). Борьба идей и ценностей плюрализма и персонализма, идеологии политической демократии и правового государства с идеологией тоталитаризма — вот что, по мнению Вебера, будет определять смысл исторического процесса в ближайшем будущем.

## Концепция «трагического в истории»
В годы нацистской диктатуры Вебер разрабатывает концепцию «трагического в истории». Социология трагедии стала его ответом на исторические события, попыткой отстоять либерально-гуманистические ценности европейской культуры перед лицом «духа эпохи».
В своей трактовке гения как воплощения исторической всеобщности в уникальном личностном облике Вебер близок Шопенгауэру, Ницше и швейцарскому историку культуры Якобу Буркхардту. Основной способностью гения объявляется идеация (Ideeierung), состоящая в способности проникать в самую суть бытия, доходить до его вечных, вневременных предельных оснований. Специфика гения связана с его неизбежно «двойным» существованием, с его «распростёртостью» между иррациональным миром имманентной трансценденции и исторической реальностью. Если сама история складывается анонимно и коллективно, то гений, посредством идеации исторически данного, придаёт конкретной эпохе и культуре общечеловеческий исторический смысл. Он раскрывает ей глаза на собственную суть, преодолевает иррациональную анонимность её бытия.
Гении действуют исключительно в сфере культуры, в сфере цивилизации же действуют «открыватели» и «изобретатели». Античный первооткрыватель гелиоцентрической картины мира Аристарх, открыватель Нового Света Колумб и завоеватель Чингиз-хан — великие люди, однако вовсе не гении. Масштаб, величие и значение личности раскрываются лишь там, где она оказывается причастной к «внутренним истинам» культуры, а не увеличивает число «правил» цивилизации. Гений обязательно творит культуру. Благодаря идеации он выделяет принципы, лежащие в основе жизни, и борется за их воплощение.
К числу гениев Вебер причисляет «великих учредителей мировых религий», «пророков», «реформаторов», «пророчествующих философов», «государственных мужей» и «художников». Отличительная черта гения состоит в том, что он действует в эпоху «разбитости и опасности», проникая в суть бытия «сквозь щели и царапины». Гений осознаёт свою особую историческую задачу и ищет её решения в условиях исторического кризиса. Он призывается к своей культурной миссии в эпоху великих социальных потрясений и переломов, когда «всё ставится под вопрос».
Особое внимание Вебера приковывает историческая эпоха, связанная с деятельностью Лао Цзы и Конфуция в Китае, Будды в Индии и Сократа в Греции (период от 600 до 400 г. до н. э.). Великие духовно-политические деятели и пророки появились именно в этом коротком временном интервале, когда в ступенчатой структуре истории возникла необходимость культурно-исторической рефлексии и осознания смысла бытия. В последующие эпохи выдвинутые ими идеи лишь развивались и углублялись, но не более того. Вебер, как и Ясперс именует этот исторический период «осевым временем» (Achsenzeit) человечества.
Между восточным и западным типом гения существует принципиальное различие. Рассматривая бытие как страдание, гении Востока ищут освобождение от личного, индивидуального. Западные гении как представители индивидуалистического начала связывают постижение смысла жизни с индивидуальной деятельностью. Гении Востока выполняют свою культурную миссию, становясь как бы сосудами для послания свыше, а гении Запада представляются нам исполнителями собственной миссии.
Анализируя первые значительные результаты развития этического отношения человека к миру, Вебер выделяет в них три связанных между собой типа жизненных установок. Они различаются между собой в зависимости от характера ответов на «последние вопросы» человеческого существования в мире и делятся на «собственно трагическую», «спекулятивную» (медиативно-философскую) и «профетическую».
В районах древних восточных цивилизаций, в отличие от западной цивилизации, волны великого духовного пробуждения после 1200 г. растеклись главным образом по «медиативно-философским», «профетическим» и «спекулятивно-космологическим» каналам, исключающим трагическое миропонимание. Лишь в античной Греции трагическая установка отношения к миру и её воплощение в трагедии как культовом действии приобрели характер особой, по-своему завершённой интерпретации бытия. Всего менее столетия трагедия была центром душевной жизни. Однако этого времени оказалось достаточно для того, чтобы достигнуть такого состояния полноты, широты и глубины раскрытия человека, которая и сегодня «наряду со спекулятивно-философским и пророчески-религиозным постижением бытия является основополагающей для западного мира».
Суть специфической «метафизики трагического», подобно философской медитации или религиозному пророчеству, состоит в «трансцендировании этого мира». Однако характер истины, открывающейся в итоге трансцендирования мира, в трагедии существенно отличается от характера истины философской или религиозной.
Первым образцом трагического знания является миф, показывающий зависимость человеческой судьбы от сплетения действий божественных и демонических сил, враждебных человеку и угрожающих его существованию. Хотя трагический герой ощущает неразрешимость «последних вопросов», бессилие человеческих замыслов и дел перед грозными силами судьбы, в то же время признание им страдания и смерти как неизбежного не равнозначно слепой покорности. Атмосфера трагедии — это «страдание и ещё раз страдание». Ужасы составляют здесь повседневное окружение героя. Благодаря этому герой и становится воплощением подлинно человеческого. Судьба трагического героя ставит вопрос о «человеческом вообще», не давая в то же время оснований для каких-либо логически однозначных ответов, скрывая последние за образами и символами. Трагедия «очищает», а это значит, что трагическое знание отнюдь не является принципиальным пессимизмом.
Именно в античной трагедии находятся истоки жизненных установок, столь характерные для последующего европейского культурного развития — «рефлектирующего, расколотого, полного напряжения… как бы собравшего в своей душе все противоречия мира». Для него характерны не только плюрализм индивидуальных судеб и жизненных установок, но и их напряжённое противостояние, порождённое осознанием неразрешимости глубинных противоречий бытия. Здесь больше проблем и вопросов, чем ответов.
Исходя их представления о том, что основным типом миропонимания западноевропейской культуры является именно трагический тип, Вебер утверждает, что только художественному (а не политическому, религиозному и т. д.) гению удалось выразить «собственную сущность Европы», которая заключалась в «стремящейся дойти до оснований, знающей о неразрешимой экзистенциальной противоречивости бытия проблематике». Особенность художественного гения состоит в том, что именно он в состоянии познать всю полноту и ужас бытия, а потому и сущность человеческой жизни в той мере и в той форме, которые недоступны религиозному пророчеству и философии. Благодаря этому европейские художественные гении сумели полнее всего сформировать европейскую концепцию человека.
Образцами подлинных художественных гениев для Вебера являются, в первую очередь, Данте, Микеланджело, Шекспир, Гёте и великие композиторы XVIII—XIX вв. Каждый из них осуществлял свою исторически ограниченную миссию и вносил свой особый вклад в безбрежный поток истории. Каждый оставил свой след в истории не вследствие разнообразия личных дарований, но благодаря тому, что в совершенной художественной форме раскрывал те или иные стороны человеческой деятельности: Данте — мир человеческих чувств и страстей, Микеланджело — титанизм человеческих деяний, Шекспир — конфликт миропорядка и человека, Гёте — фундаментальные духовные основы человеческого бытия. Все они выполняли некую имманентную миру миссию, а результаты их деятельности, как бы врастая друг в друга, как раз и создали новую европейскую культуру.

## Учение об имманентной трансценденции
В поздних работах Вебер развёртывает впервые появившееся в книге «Трагическое и история» (1943) представление об имманентной трансценденции в последовательную концепцию.
Обращение к сфере трансцендентного представляется Веберу единственным действенным средством на пути преодоления нигилизма, состоящего в утрате веры в важность и необходимость духовных идеалов. Нигилистичным здесь оказывается всё общество, добивающееся роста жизненных удобств за счёт забвения душевно-духовных сторон бытия (ср. с представлениями об «одномерном обществе» и «одномерном человеке» у Маркузе). Новая «кристаллизация человека» возможна лишь под влиянием внутренних импульсов каждого конкретного человека на путях обращения к слою непосредственной трансценденции. Последняя понимается не как противопоставленный эмпирическому опыту и доступный в умозрении сверхчувственный «подлинный мир», но как нечто непосредственно воспринимаемое и в то же время абсолютное и не зависящее от пространства и времени.
Имманентная трансценденция доступна познанию «как сила и как действенно связанная с существованием», она участвует в построении этого существования и представляет собой одно целое с ним, поскольку «одновременно есть в нём и вне его». Существование спонтанных динамических трансцендентных сил, пронизывающих всю реальность и обладающих значительной мощью, обнаруживается на путях не логической дедукции, а непосредственного постижения. То, что называют духом, в этом понимании оказывается лишь особой формой выражения пронизывающей всё существование спонтанности. Сущность этих сил остаётся неизвестной и логически непостижимой.
Опираясь на идеи Бергсона, Вебер указывает, что современное состояние теории познания допускает как возможность постижения непосредственной трансцендентности, так и «сплетённость» человека с ней. Он выделяет несколько слоёв присутствия имманентно-трансцендентного в мире:
1. имманентно-трансцендентное в неживом;
2. имманентно-трансцендентное в живом («биологическая трансцендентность»)
3. «непосредственная душевно-духовная трансцендентность», встречающаяся у высших видов животных и у человека.

Слои как биологической, так и духовно-душевной сущности пребывают «надсубъектно и за совокупностью условий материи». Они используют в каждом субъекте материю лишь в качестве «аппаратуры», упорядочивая тем самым многообразные «силы», формирующие субъекта, вид и жизнь вообще. Таким образом, материя выступает в данном случае лишь в качестве своеобразного материала, пластичной формы, в которой трансцендентные силы проявляют себя.
Непосредственная душевно-духовная трансцендентность отличается от обычной биологической трансцендентности тем, что, представая перед человеком во внутреннем опыте или во внешнем явлении, она требует его согласия или несогласия, «Да» или «Нет». Таким образом, уже на онтологическом уровне все люди оказываются связанными с силами имманентной трансцендентности, не теряя при этом своей спонтанной свободы и свободного решения. Существуют позитивные и негативные трансцендентные силы. Первые универсализируют нас и освобождают, вторые — сужают и изолируют нас от других людей, пробуждая наши задатки к насилию, ненависти и разрушению. Благодаря контакту с силами непосредственной трансцендентности человек получает возможность осуществлять свою внутреннюю трансформацию.
Погружаясь в глубины трансцендентного слоя реальности, человек «никогда не ощущает себя одиноким, изолированным субъектом». Он одновременно и свободен, и является частью целостности, связывающей его с другими людьми. Никакие демократические процедуры не могут заменить человеку опыт активизирующего постижения непосредственно трансцендентного и усвоения посредством него понятий свободы и человечности в их абсолютном значении. Обращая свой взор к интеллектуалам, Вебер полагает, что именно они должны способствовать началу возвращения к постижению человечности, восстановлению в памяти «активизирующего постижения трансцендентности, которое как таковое большей частью не ощущается, хотя всегда окружает нас; оно — подлинное постижение трансцендентности и при правильном видении и понимании открывает путь к освобождающему силы инициативы соединения нынешнего негативизма с позитивным видением». Новое, базирующееся на непосредственно трансцендентном, постижение действительности должно открыть перед утратившим традиционную веру в трансцендентные ценности современным человеком широкий и воодушевляющий горизонт.